# Igé (Orne)
Igé ist eine französische Gemeinde mit 589 Einwohnern (Stand 1. Januar 2022) im Département Orne in der Region Normandie (bis 2015 Basse-Normandie). Sie gehört zum Arrondissement Mortagne-au-Perche und zum Gemeindeverband Collines du Perche Normand. Die Bewohner werden Igéens genannt.

## Geografie
Die Gemeinde Igé liegt in der Landschaft Perche, 33 Kilometer südöstlich der Départements-Hauptstadt Alençon und etwa 50 Kilometer nordöstlich von Le Mans am Fluss Même. Igé grenzt im Südwesten an das Département Sarthe. Zu Igé gehören mehrere Weiler und Einzelhöfe sowie das Dorf Marcilly, das 1817 nach Igé eingemeindet wurde. Die angrenzenden Gemeinden sind Vaunoise und Belforêt-en-Perche im Norden, Saint-Martin-du-Vieux-Bellême und Appenai-sous-Bellême im Nordosten, La Chapelle-Souëf im Osten, Saint-Germain-de-la-Coudre und Bellou-le-Trichard im Südosten, Pouvrai im Süden, Saint-Cosme-en-Vairais im Südwesten sowie Saint-Fulgent-des-Ormes im Westen.

## Bevölkerungsentwicklung
| Jahr                       | 1962 | 1968 | 1975 | 1982 | 1990 | 1999 | 2006 | 2013 | 2021 |
| -------------------------- | ---- | ---- | ---- | ---- | ---- | ---- | ---- | ---- | ---- |
| Einwohner                  | 894  | 890  | 885  | 804  | 685  | 702  | 690  | 667  | 593  |
| Quellen: Cassini und INSEE |      |      |      |      |      |      |      |      |      |

Im Jahr 1841 wurde mit 1880 Bewohnern die bisher höchste Einwohnerzahl ermittelt. Die Zahlen basieren auf den Daten von cassini.ehess und INSEE.

## Sehenswürdigkeiten
- Château de Lonné aus dem 17., 19. und 20. Jahrhundert, Monument historique[4]
- Kirche Saint-Martin mit romanischem Turm
- Kirche Notre-Dame im Ortsteil Marcilly aus dem 12. Jahrhundert, Monument historique[5]
- Manoir de Bray, Herrenhaus mit Kapelle aus dem 17. Jahrhundert, Monument historique[6]
- Überreste einer Motte im Wald, einen Kilometer westlich des Dorfes Igé, Monument historique[7]
- „Pyramide“ (Grenzstein) aus dem Jahr 1735
- Lavoir
- Wasserturm

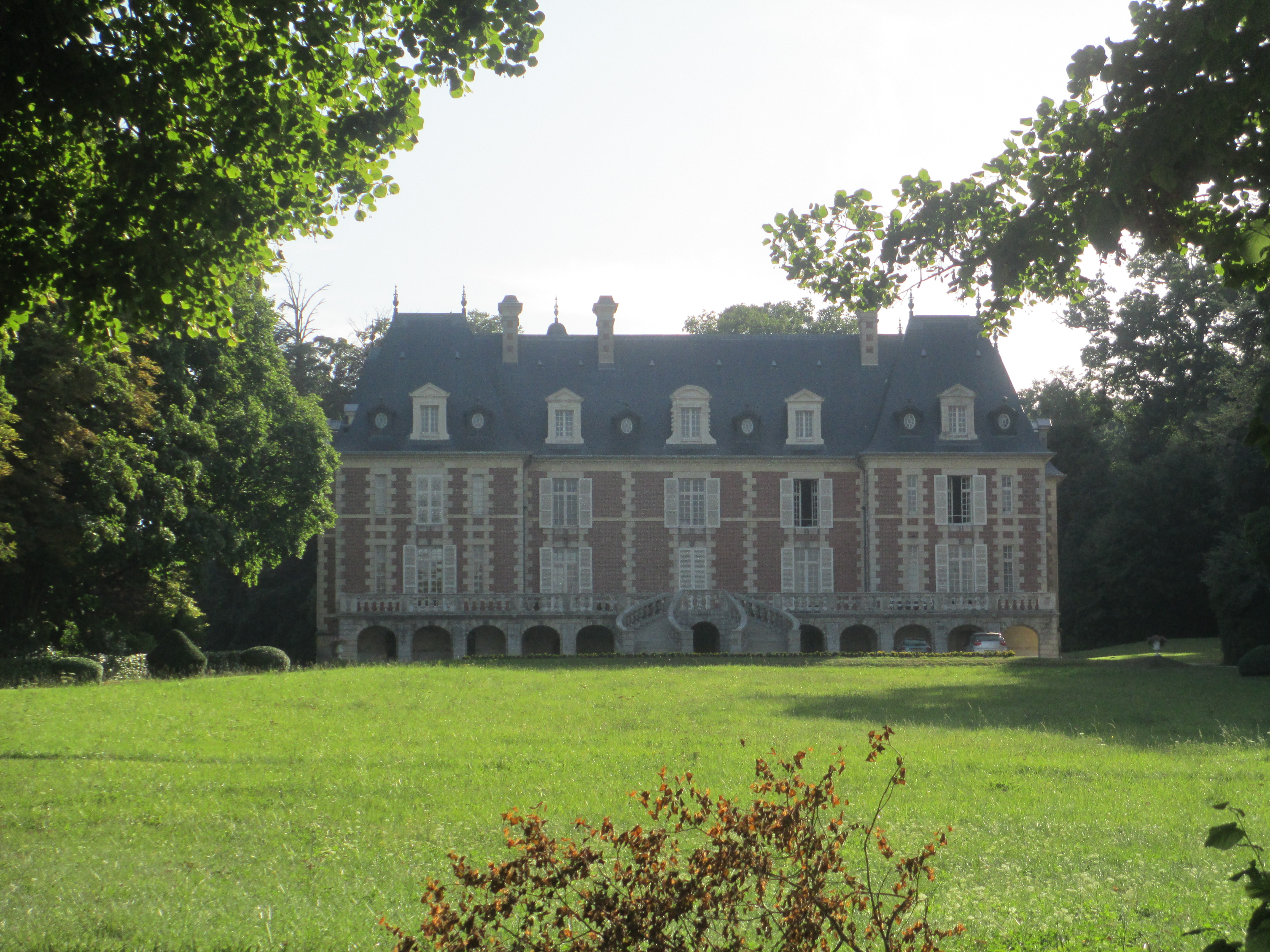
Château de Lonné
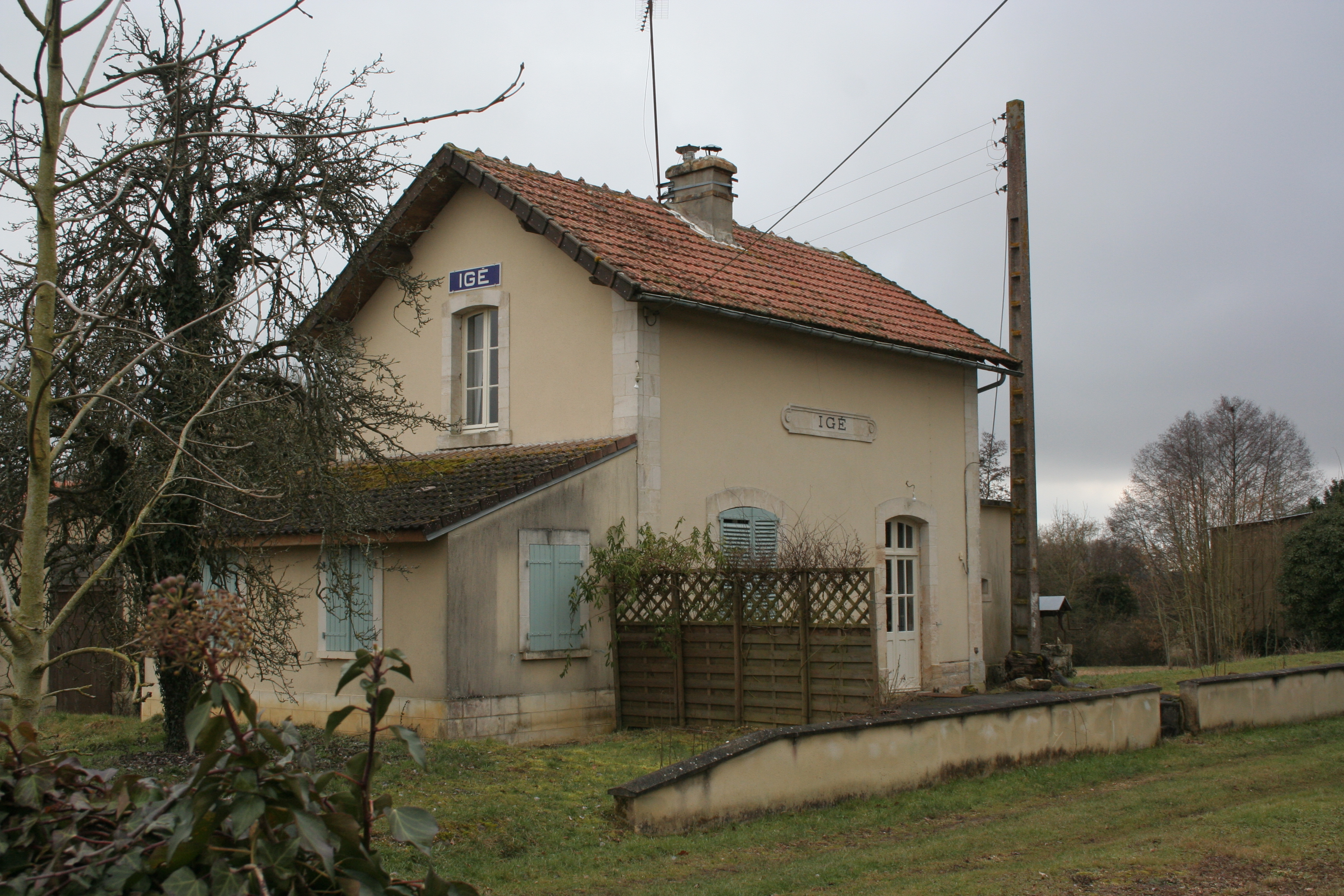
Ehemaliger Bahnhof Igé, drei Kilometer nördlich von Igé im Gemeindegebiet von Belforêt-en-Perche
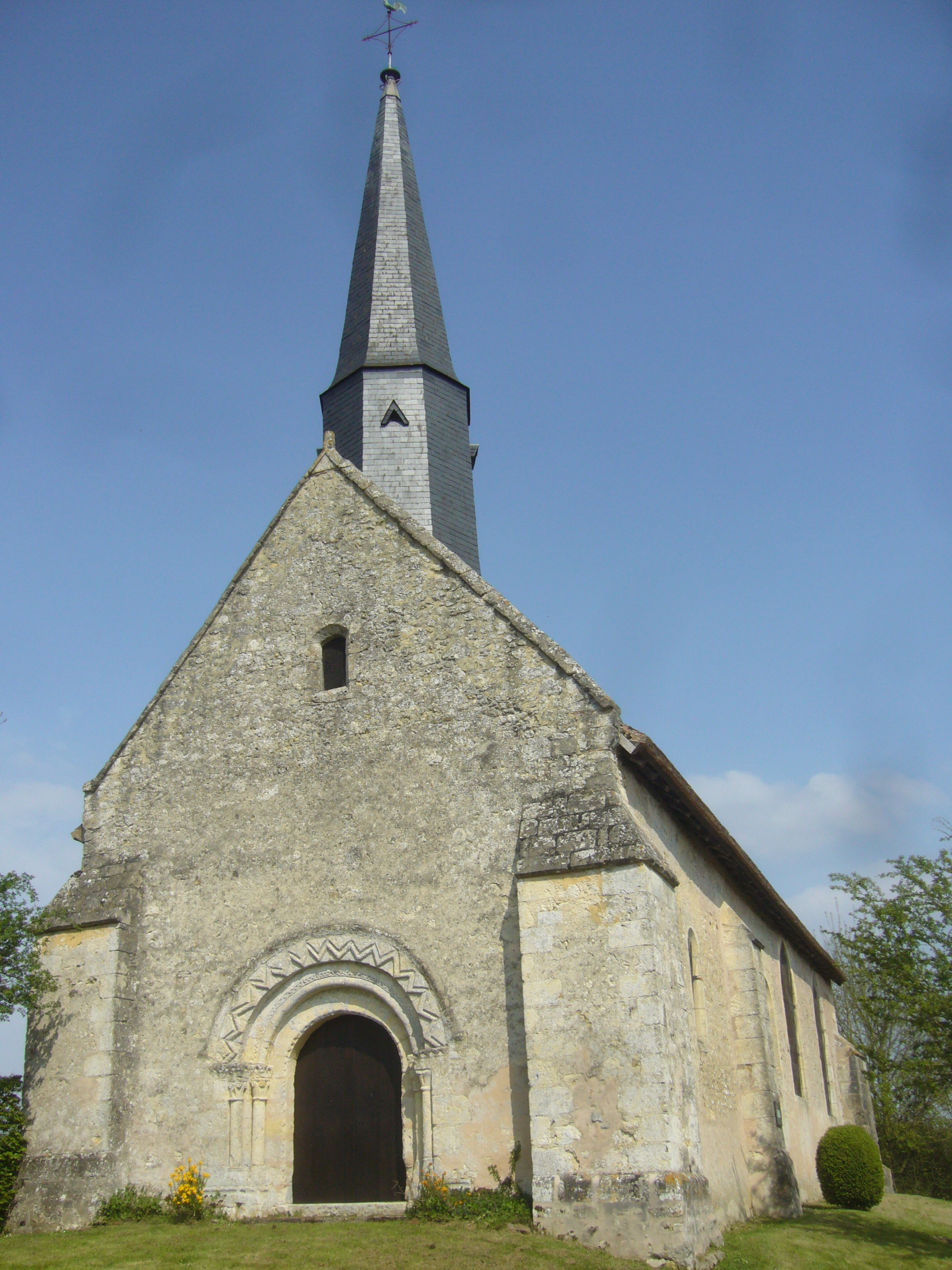
Kirche Notre-Dame
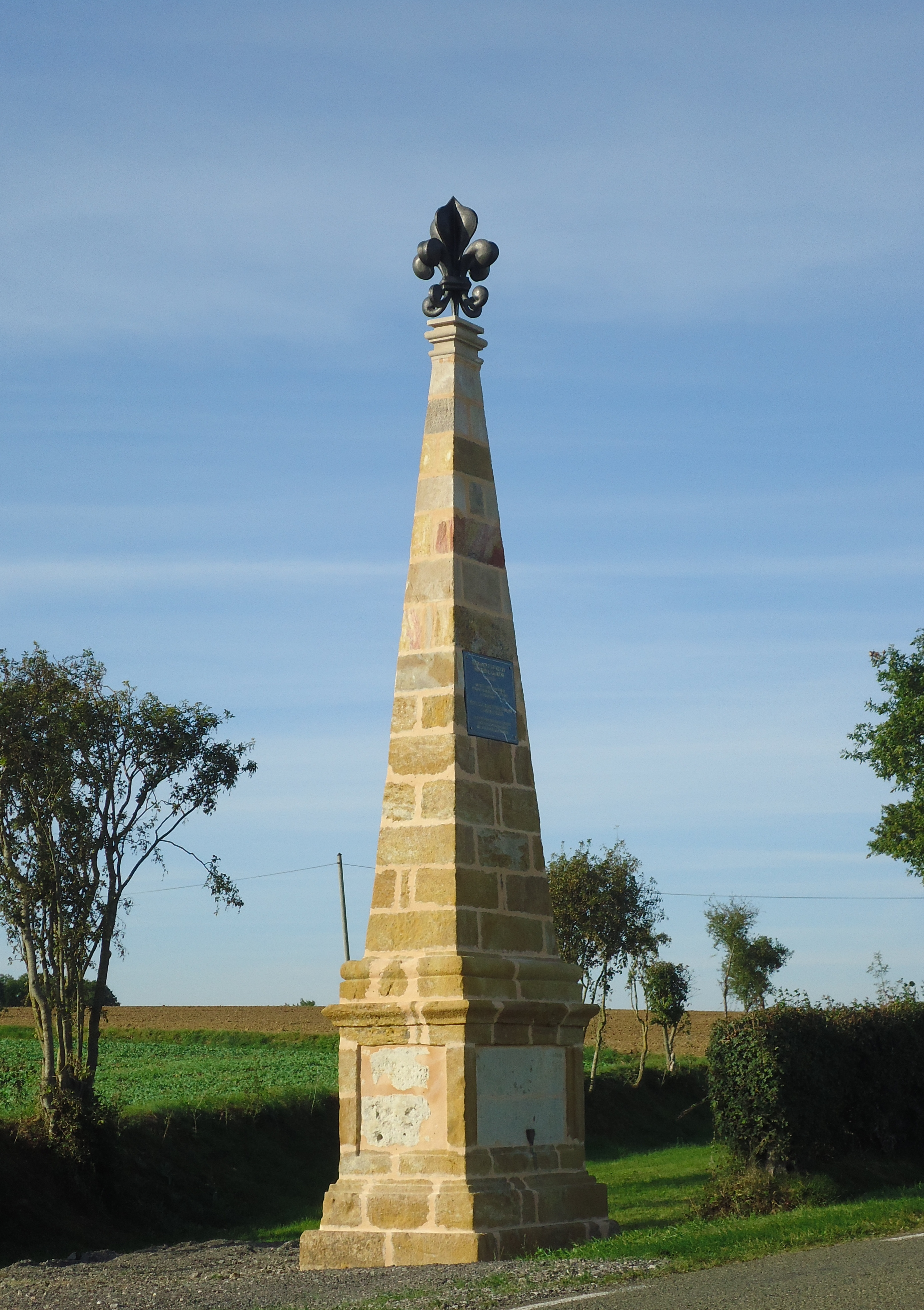
Grenzstein-Pyramide
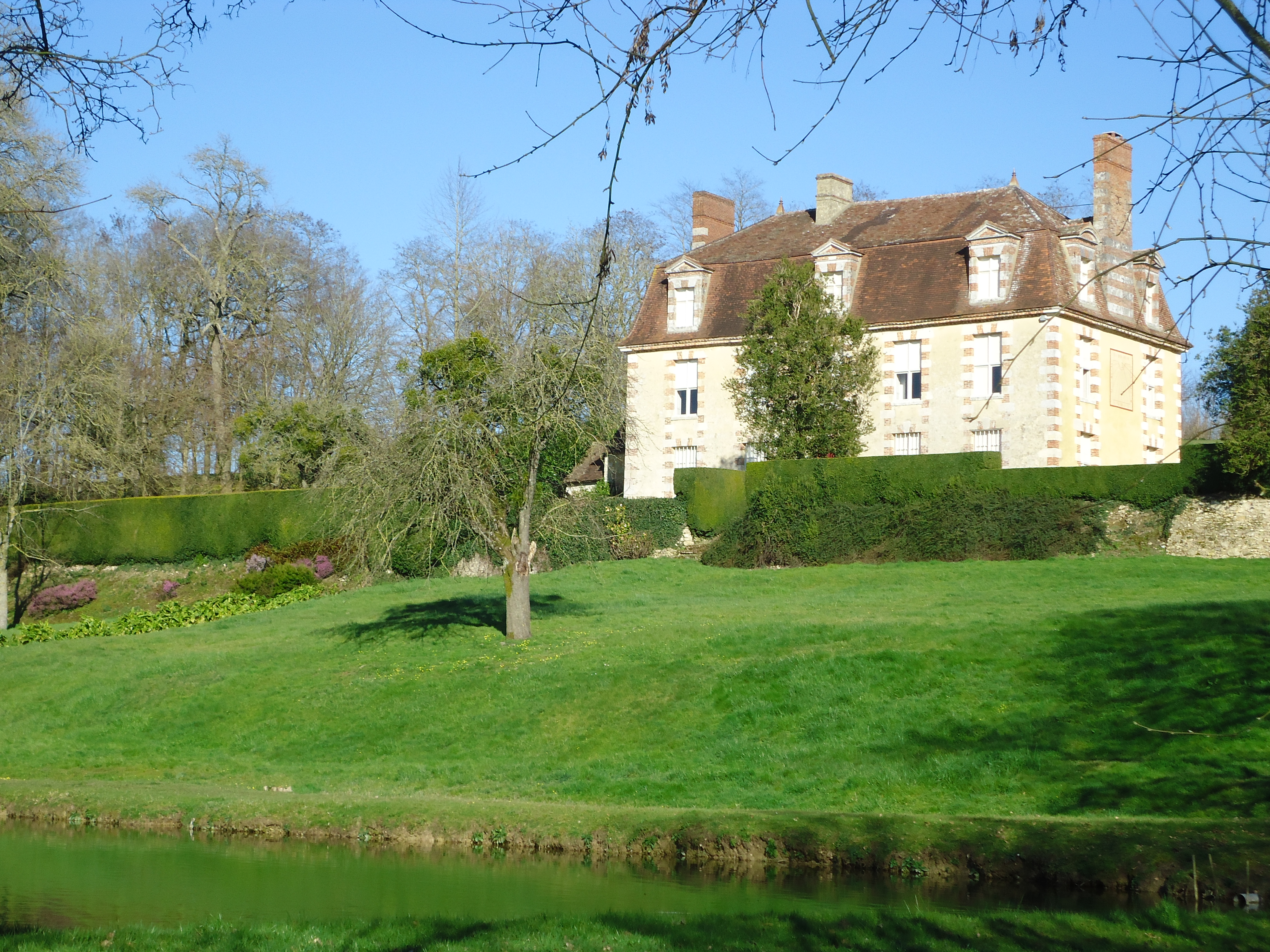
Manoir de Bray
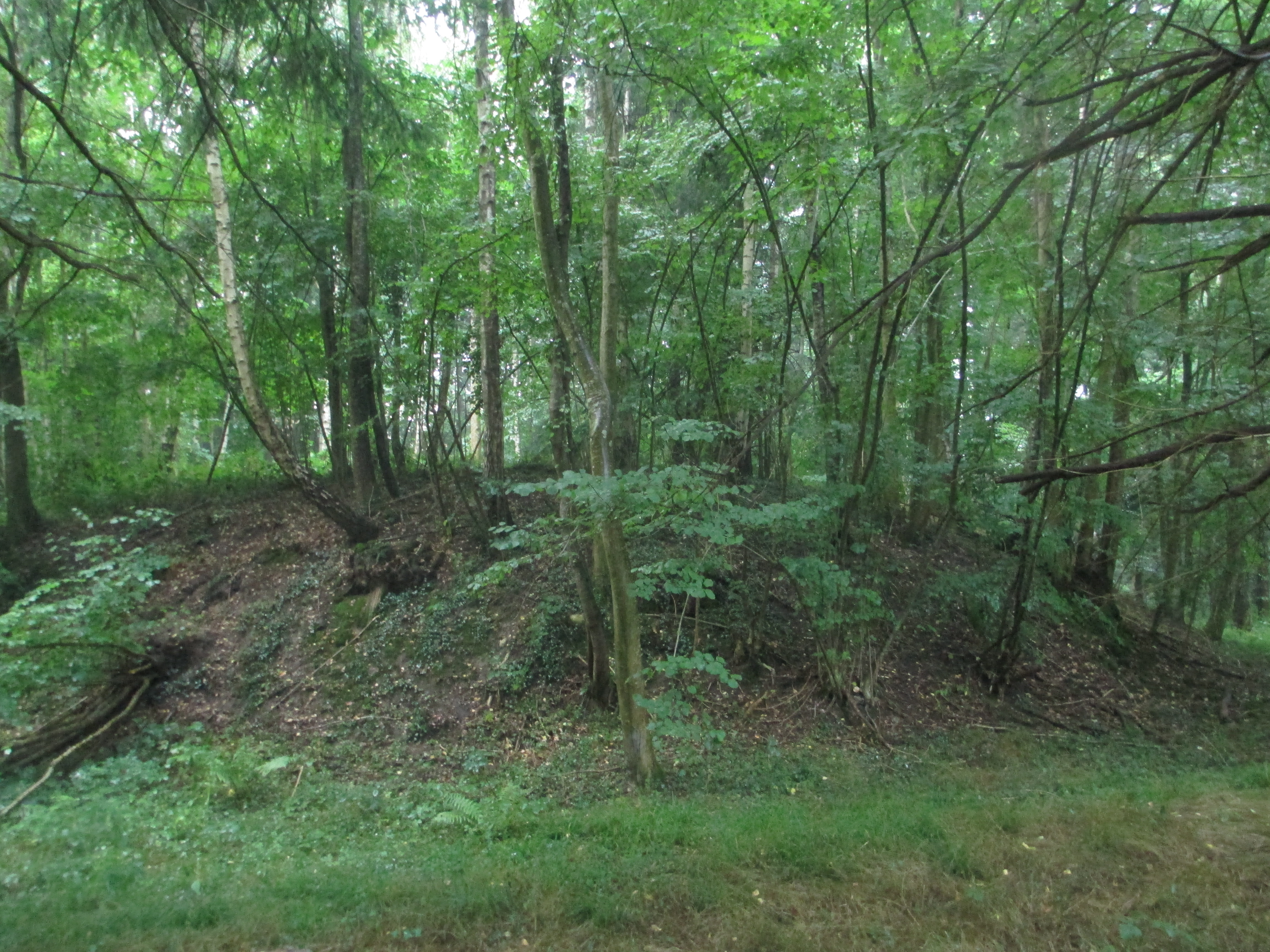
Reste der Motte

## Wirtschaft und Infrastruktur
In der Gemeinde Igé sind 35 Landwirtschaftsbetriebe ansässig (Getreide- und Futtermittelanbau, Rinder- und Pferdezucht)
Durch Igé führt die Fernstraße D938 von Le Mans nach Mortagne-au-Perche. Im 33 Kilometer entfernten Alençon bestehen Anschlüsse an die A 28 und die RN 12.

## Belege
1. ↑  Marcilly (Memento vom 23. August 2018 im Internet Archive), auf cassini.ehess.fr
2. ↑  Igé auf cassini.ehess.fr
3. ↑  Igé auf insee.fr
4. ↑  Domaine de Lonné in der Base Mérimée des französischen Kulturministeriums (französisch)
5. ↑  Eglise de Marcilly in der Base Mérimée des französischen Kulturministeriums (französisch)
6. ↑  Manoir de Bray in der Base Mérimée des französischen Kulturministeriums (französisch)
7. ↑  Motte féodale dite Garenne-de-la-Motte in der Base Mérimée des französischen Kulturministeriums (französisch)
8. ↑  Landwirtschaftsbetriebe auf annuaire-mairie.fr (französisch)